# ماتوكو تاغو تاغو
ماتوكو تاغو تاغو (بالإنجليزية: Matuku Tago Tago)‏ في الميثولوجيا البولينيزية هو القرش الذي يقطع رأس واهي روا Wahie Roa.